# ماركوس رودين
ماركوس رودين (5 نوفمبر 1991) هو لاعب كرة قدم سويدي، يلعب حاليًا مع نادي كروتوني الإيطالي بمركز خط وسط. انضم إلى منتخب السويد الوطني لكرة القدم لأول مرة عام 2015، وشارك في كأس العالم عام 2018، وقبل انضمامه إلى نادي كروتوني، كان لاعبًا في نادي ايلفسبورج السويدي.

## مسيرته الكروية
لعب ماركوس رودين خلال مسيرته الاحترافية مع 3 أندية في 10 مواسم وسجل خلالها 28 هدفًا ضمن 213 مباراة. حيث فاز في موسم واحدًا بالكأس وموسم واحدًا بالدوري.
خاض ماركوس رودين مسيرته مع نادي خوفدة الرياضي العام ما بين عامي 2011 و2012 لمدة موسم واحد، مشاركًا في 4 مباريات ولم يسجل أي هدف. ثم انتقل إلى نادي إلفسبورغ في موسم 2012 ليلعب معه خمسة مواسم، حيث شارك في 120 مباراة سجل خلالها 22 هدفًا. لينتقل بعدها إلى نادي كروتوني في موسم 2016–17 واستمر معه طيلة ثلاثة مواسم، مشاركًا في 89 مباراة سجل خلالها 6 أهداف.

## روابط خارجية
- ماركوس رودين على موقع الاتحاد الأوربي (الإنجليزية)
- ماركوس رودين على موقع اتحاد السويد (السويدية)
- ماركوس رودين على موقع قاعدة بيانات كرة القدم.إي يو (الإنجليزية)
- ماركوس رودين على موقع ناشيونال فوتبول تيمز (الإنجليزية)
- ماركوس رودين على موقع Soccerway.com (الإنجليزية)
- ماركوس رودين على موقع عالم كرة القدم.نت (الإنجليزية)
- ماركوس رودين على موقع AS.com (الإسبانية)